# ФК КАМАЗ
ФК „КАМАЗ“ е руски футболен отбор от гр. Набережние Челни, Република Татарстан, Руска федерация. Основан е през 1981 г. Отборът играе в 1 дивизия на Русия.

## История
Основан е на 11 ноември 1981 г. от завода за камиони „КАМАЗ“. До 1988 г. участва в шампионата на СССР. През 1988 г. изпадат във втора лига на СССР.
След разпадането на Съветския съюз „КАМАЗ“ попада в първа лига на Русия. В първия си сезон там печели промоция за Висшата дивизия на Русия. Треньор по онова време е Валерий Четверик, който остава на поста до 1996 г.
През 1997 г. тимът изпада в 1 дивизия. След 1 сезон там изпада във 2 дивизия. През 2003 г., под ръководството на Юрий Газаев, тимът се връща в 1 дивизия, където е и до днес. Юрий Газаев остава треньор на тима до 2009 г., като „КАМАЗ“ винаги са в челото на 1 дивизия, но така и не успява да се класира за Премиер-Лигата. През 2010 г. се класират на 4 позиция. На полусезона на 2011/12 треньорът Роберт Евдокимов напуска в посока Газовик Оренбург. Това повлиява на резултатите на тима и КАМАЗ завършва чак на 9 място. Малко след края на сезона КАМАЗ е изваден от ФНЛ и ще започне новият сезон във Втора Дивизия.

## Предишни Названия
- 1981 – 1987 – „Труд-ПРЗ“
- 1988 – 1989 – „Торпедо“
- 1990 – 1994 – „КАМАЗ“
- 1995 – 2000 – „КАМАЗ-Чаллы“
- от 2001 „КАМАЗ“

## Известни играчи
- Виктор Панченко
- Платон Захарчук
- Руслан Нигматулин
- Спартак Гогниев
- Роберт Евдокимов
- Виталий Ермилов
- Юрий Кузнецов
- Питър Одемвингие
- Антон Гудукин